# Iñaki Descarga
Iñaki Descarga Retegui (Irún, Guipúzcoa, 25 de agosto de 1976) es un exfutbolista español, que solía jugar como lateral derecho. Es el sexto jugador con más partidos oficiales disputados en la historia del Levante Unión Deportiva (noviembre de 2022). En los últimos años ha formado parte del cuerpo técnico de varios equipos, siendo el primer entrenador de alguno como el Burladés

## Trayectoria
Iñaki Descarga se formó en la cantera del Real Unión, club de su ciudad natal con el que llegó a jugar en la Segunda División B. En 1996 fue fichado por el CA Osasuna que le integró en su equipo filial. Descarga estuvo 3 temporadas jugando en el Osasuna "B", con el que disputó 100 partidos y marcó 3 goles. Aunque llegó a debutar con el primer equipo, que por aquel entonces se encontraba en la Segunda División, no logró hacerse con un hueco en la plantilla y abandonó el equipo al finalizar la temporada 1998-99.
Descarga fichó por la SD Eibar. En Éibar, Descarga jugó una temporada a buen nivel y eso le valió fichar por otro equipo de la categoría, el Levante UD.
Levante fue la etapa más larga y fructífera de la carrera futbolística de Descarga. Llegó al club granota en 2000, a punto de cumplir 24 años de edad y permaneció 8 temporadas en la disciplina del Levante, jugando 218 partidos de liga con el club. Durante esos años se convirtió en uno de los jugadores más influyentes de la plantilla y en el capitán del equipo. Con Descarga en el club, el Levante logró durante esos años dos ascensos a Primera División.
El primer ascenso llegó en 2004 tras proclamarse campeón de Segunda División. Ese ascenso supuso el retorno del Levante a la máxima categoría 39 años después. El debut de Iñaki Descarga en Primera División llegó el 23 de noviembre de 2004 en una derrota por 0-1 ante el Deportivo de La Coruña. Descarga jugó 10 partidos en Primera División esa temporada que supuso el descenso del Levante a Segunda.
La temporada siguiente (2005-06) el Levante logró de nuevo el ascenso y en la 2006-07, de nuevo en Primera, el equipo granota logró la permanencia. En la temporada 2007-08, el club estuvo sumido en una grave crisis financiera y acabó en último lugar de la Liga. Descarga fue uno de los jugadores que abandonaron la disciplina del club granota al finalizar la temporada. En su caso fichó por el Legia Varsovia en agosto de 2008.
En la temporada de 2008-2009 jugó en el Legia de Varsovia de la Ekstraklasa, donde jugó muy poco, disputando un único encuentro de liga en toda la temporada.
En julio de 2009, vuelve a su primer club, el Real Unión de Irún, que había logrado ascender a la Segunda División Española. Esa temporada descienden de categoría, disputando Iñaki su última temporada profesional en Segunda B antes de retirarse.

### Posible compra de partido
El 3 de diciembre de 2008, un canal de televisión valenciano muestra unas grabaciones entre el presidente del Levante UD y el jugador Iñaki Descarga, en el que el jugador dice haber recibido una cantidad de dinero por dejarse perder el partido que jugaba contra el Athletic Club en el último partido de liga, donde el Athletic se jugaba el no descender a Segunda División, el resultado final del partido fue 2-0 a favor del equipo vasco.

## Clubes
| Club           | País    | Año       |
| -------------- | ------- | --------- |
| Real Unión     | España  | 1995-1996 |
| CA Osasuna "B" | España  | 1996-1999 |
| CA Osasuna     | España  | 1996-1999 |
| SD Eibar       | España  | 1999-2000 |
| Levante UD     | España  | 2000-2008 |
| Legia Varsovia | Polonia | 2008-2009 |
| Real Unión     | España  | 2009-2011 |